# Kenneth Vanbilsen
Kenneth Vanbilsen (Herk-de-Stad, 1º giugno 1990) è un ex ciclista su strada belga.
Professionista dal 2012 al 2022, è stato un velocista. Da dilettante ha vinto il Giro delle Fiandre Under-23, e nel 2014 è riuscito ad ottenere la prima vittoria nel calendario UCI, con il successo nel Grand Prix d'Ouverture La Marseillaise

## Palmarès
- 2008 (Juniores)

Trofee der Vlaamse Ardennen
- 2011 (Donckers Koffie, due vittorie)

2ª tappa Ronde van Vlaams-Brabant
5ª tappa Ronde van Vlaams-Brabant
- 2012 (Sean Kelly Team, una vittoria)

Giro delle Fiandre Under-23
- 2014 (Topsport Vlaanderen-Baloise, una vittoria)

Grand Prix d'Ouverture La Marseillaise
- 2019 (Cofidis, Solutions Crédits, una vittoria)

Dwars door het Hageland

### Altri successi
- 2013 (Topsport Vlaanderen - Baloise)

Classifica scalatori Tour des Fjords

## Piazzamenti

### Grandi Giri
- Tour de France

2015: 158º
- Vuelta a España

2016: ritirato (14ª tappa)
2017: 146º
2018: 137º

### Classiche monumento
- Milano-Sanremo

2017: 184º
2019: 154º
2020: 121º
2021: 151º
- Giro delle Fiandre

2014: 72º
2017: ritirato
2018: ritirato
2019: ritirato
2021: ritirato
2022: ritirato
- Parigi-Roubaix

2014: ritirato
2015: ritirato
2016: ritirato
2017: ritirato
2018: 86º
2019: ritirato
2022: ritirato

### Competizioni mondiali
- Campionati del mondo

Limburgo 2012 - In linea Under-23: 8º

### Competizioni europee
- Campionati europei

Goes 2012 - In linea Under-23: 21º